# Классический кечуа
«Классический кечуа» (исп. lengua general ‘общий язык’) — это название варианта кечуа, который употреблялся инками, а также в Вице-королевстве Перу в качестве языка межнационального общения.
Первые записи на классическом кечуа появились только в колониальную эпоху (с XVI века). Используемые при этом нормы испанской графики лишь частично передавали особенности кечуанской фонетики. Уже в то время нельзя говорить о существовании кечуа как единого языка. Об этом свидетельствуют словари Доминго де Санто Томаса, описавшего диалект Лимы, и Диего Гонсалеса Ольгина, в котором отражён диалект Куско, уже тогда зафиксировавшие известные современные региональные отличия (в частности, наличие придыхательных и эйективных согласных в заимствованиях из аймара в кусканском кечуа). Эйктивные согласные обозначались на письме с помощью удвоенных букв.

## Фонетические и морфологические особенности
К важнейшими отличиями от современных диалектов современного южного кечуа относятся:
- Отсутствие различия между [s] и [š], которые передавались с помощью c/ç/z и s соответственно (в наши дни сохранилось в центральных кечуанских языках, юнкайской и чинчайской (северной) подгруппах периферийных кечуанских языков, включая диалекты эквадорского кечуа. Обозначается с помощью s и sh).
- Окончание винительного падежа после гласных -kta (ныне сохранившееся в кечуа-уанка (в других диалектах закрепилось только окончание -ta).
- Взрывные согласные в конце слога в Куско произносились так же, как в современном аякучанском кечуа. Отсутствовала характерная для современных диалектов Куско-Кольяо фрикативизация взрывных согласных на конце слога.
- Нет указаний на то, что существовало повествовательное прошедшее время, образуемое с помощью причастия на -sqa (в классическую эпоху -šqa). Вместо него, как и рукописи Уарочири, употреблялось простое прошедшее время на -rqa.

Под классическим кечуа также понимается ранняя форма южного кечуа, его нынешних диалектов Аякучо и Куско-Кольяо. Вторая жизнь «классического кечуа» в качестве живого языка началась после создания южнокечуанского литературного языка. В правописании последнего было практически полностью отражено древнее произношение (за исключением: [s]/[š] и -ta/-kta).